# 井の頭線 (曲)
「井の頭線」（いのかしらせん）は、2004年10月21日に発売されたあさみちゆきの3枚目のシングル。

## 解説
- 表題曲・カップリング共に、あさみのファーストアルバム『あさみのうた〜港のカラス〜』からのシングルカット。また、表題曲の続編である「井の頭線・あれから」は次作『砂漠の子守唄』に収録されている。

## 収録曲
1. 井の頭線 (4分3秒)
作詞：田久保真見／作曲：網倉一也／編曲：矢野立美
2. ちゆきの夢は夜ひらく (4分24秒)
作詞：吉田旺／作曲：曽根幸明／編曲：竜崎孝路
3. 井の頭線（オリジナル・カラオケ） (4分3秒)
作曲：網倉一也／編曲：矢野立美
4. ちゆきの夢は夜ひらく（オリジナル・カラオケ） (4分21秒)
作曲：曽根幸明／編曲：竜崎孝路